# Nyctemera subvelatum
Nyctemera subvelatum är en fjärilsart som beskrevs av Swinhoe 1892. Nyctemera subvelatum ingår i släktet Nyctemera och familjen björnspinnare. Inga underarter finns listade i Catalogue of Life.